# طاهرآباد (کاشان)
طاهرآباد (کاشان)، از توابع بخش مرکزی شهرستان کاشان در استان اصفهان ایران است. با نام قدیمی قیطوس و دارای دو  امامزاده بزرگوار به نام های شاهزاده طاهربن محسن بن امام زین العابدین علیه السلام و شاهزاده عباس بن مهدی بن امام زین العابدین علیه السلام.
نام طاهرآباد  از نام  شریف شاهزاده طاهر بن محسن بن امام سجاد(ع) گرفته شده است
طاهرآباد ابتدا و در پیش از اسلام قلعه ای بوده به نام قیطوس.بعدها و به واسطه خاک حاصلخیز این منطقه که کشاورزی در آن رونق بی بدیل داشته به آن تراب آباد گفته و به مرور با تاثیر از نام امامزاده والا مقام این خطه نام طاهرآباد برای آن انتخاب گردیده است.
نام طاهرآباد  به دلیل خدماتی که امامزاده شریف یعنی شاهزاده طاهر علیه السلام به این منطقه کرده در راستای آبادانی نام ایشان به  جای تراب قرار گرفته و طاهرآباد شده است/  
طاهرآباد (طاهری ها)  
به واسطه نام این منطقه اقوام این منطقه در آخر نام خود پسوند طاهری را دارا هستند     
طاهری ها

## جمعیت
این منطقه در دهستان میاندشت قرار دارد و براساس سرشماری مرکز آمار ایران در سال ۱۳۸۵، جمعیت آن ۲٬۸۰۴ نفر (۷۲۳خانوار) بوده‌است.

## آب و هوا
این منطقه دارای آب و هوای گرم است و تابستان هایی بسیار گرم و خشک دارد اما وجود مزارع فراوان شب های معتدلی را در این روستا رقم زده است.

## فرونشست
در دشت چاله هوت طاهرآباد بزرگ ترین ترک فرونشستی دنیا و همچنین گسل فرونشستی طاهرآباد قرار دارد که طول آن بیش از 60 کیلومتر می باشد.محمد درویش

## آثار تاریخی
از آثار تاریخی طاهرآباد می توان به:
1)چاله هوت اشاره کرد.که قدمت آن به دوران 7500 سال پیش باز می گردد دقیقا همزمان با تپه های سیلک
2)قلعه مورچه طاهرآباد
3)آسیاب های هفتگانه طاهرآباد 
4)مدرسه بدر طاهرآباد با قدمت نزدیک به 105 سال که بلافاصله بعد از احداث آموزش و پرورش کاشان در این منطقه ایجاد شده است و اولین مدارس کاشان بوده است
5)آب انبار طاهرآباد
6)خانه ضابطی ها
7)خانه سعیدی ها 
8)حمام عمومی طاهرآباد. 
9)مسجد حاجیه خانم فاطمه معروف به مسجد حج فاطمه
10)مقره خواجه ملک
11)باغات سرسبز و دیدنی

## مشاهیر طاهرآباد
خواجه ملک که از فرماندهان دوران صفویه است در جنگ با افغان ها با رشادت خود و همراهان خود نگذاشتند تا دست چپاول و غارت به این منطقه برسد. آرامگاه ایشان هم اکنون در حال بازسازی است.
ملا محمد حسن ناصحی طاهرآبادی که از علمای ربانی این خطه است.
حاج زکی طاهرآبادی که از شاعران به نام طاهرآباد بود.
نظام الشریعه طاهرآبادی از روحانیون و ریاست اولین حوزه علمیه کاشان
طاهرآباد در قرن معاصر دارای چهار پروفسور است: 
پروفسور دکتر فرخ سعیدی طاهری 
پروفسور دکتر مرتضی صانعی طاهری 
پروفسور  دکتر احمد فهیمی فر ریاست اسبق محترم دانشگاه امیرکبیر تهران 
پروفسور دکتر علی کریمی طاهری( استاد تمام دانشگاه صنعتی شریف)
دکتر شیدایی که جزء اولین پزشکان شهرستان کاشان بوده. 
دکتر احمد طاهری  
آیت‌الله شیخ محمد حسن ناصحی طاهری از روحانیون والا مقام.

## شهدای طاهرآباد
طاهرآباد 53 شهید والامقام تقدیم اسلام کرده که در مقایسه با جمعیت آن بیشترین میزان تعداد شهید را دارا است. 
هر سال یادواره شهدای طاهرآباد در بهمن ماه برگزار می گردد.

## امکانات رفاهی
طاهرآباد دارای چهار مدرسه و سه پارک عمومی و یک سالن ورزشی است و دارای کتابخانه عمومی است
و همچنین سایر امکانات رفاهی دیگر ....

## محله ها
1- شهرک المهدی طاهرآباد معروف به باغات طاهرآباد
2-مهدیه 
3-عباسیه
4-طاهریه
5-فاطمیه 

## مراسمات مذهبی:
از مراسمات مذهبی این منطقه به تعزیه خوانی این منطقه می توان اشاره کرد که سابقه ای حدود ۱۵۰ سال دارد.
1) مراسمات شب قدر که توسط هیات مذهبی طاهرآباد در مسجد جامع برگزار می گردد.
2) روز شانزدهم محرم
3) روز بیست و پنجم محرم
4) روز پنج صفر
5)روز اربعین 
6) عصر عاشورا
7) عیدفطر
8) مراسم دید و بازدید عید غدیر